# 浩勒图音诺尔
浩勒图音诺尔也称浩勒图音淖日、好拉吐诺尔，是一个位于中国内蒙古自治区锡林郭勒盟正蓝旗那日图苏木西北部的盐湖，面积约为13.07平方千米，属于蒙新高原区。它的一级流域为内流区诸河，二级流域为内蒙古内流区。
浩勒图音诺尔为咸水湖，水面面积为10.03平方千米，水面高程为1267米，水深7～10米。湖周围为沙丘地带，无明显河流。